# Люта (Люблінське воєводство)
Люта (пол. Luta) — село в Польщі, у гміні Володава Володавського повіту Люблінського воєводства. Населення — 36 осіб (2011).

## Історія
За даними етнографічної експедиції 1869—1870 років під керівництвом Павла Чубинського, у селі переважно проживали греко-католики, які розмовляли українською мовою.
У 1921 році село входило до складу гміни Вирики Володавського повіту Люблінського воєводства Польської Республіки.
За переписом населення Польщі 10 вересня 1921 року в селі налічувалося 32 будинки та 140 мешканців, з них:
- 59 чоловіків та 81 жінка;
- 121 православний, 19 римо-католиків;
- 121 українець, 19 поляків.

У 1943 році в селі мешкали 284 українці та 51 поляк.
Як звітував командир сотні УПА Іван Романечко («Ярий»), 7 червня 1946 року Військо Польське, застосовуючи силу і побої, вигнало 150 українців зі своїх осель у Лютій з метою їхньої депортації до УРСР.
У 1975—1998 роках село належало до Холмського воєводства.

## Населення
Демографічна структура станом на 31 березня 2011 року:
|          | Загалом | Допрацездатний вік | Працездатний вік | Постпрацездатний вік |
| -------- | ------- | ------------------ | ---------------- | -------------------- |
| Чоловіки | 16      | 1                  | 11               | 4                    |
| Жінки    | 20      | 3                  | 12               | 5                    |
| Разом    | 36      | 4                  | 23               | 9                    |